# ممارسة نقدية
الممارسة النقدية هي منهجية يستخدمها ناقد أو مراقب لفهم مجال معرفة وتقييمه. ورغم أن مجالات المعرفة الجاري دراستها قد تكون أكاديمية أحيانًا، فقد خضعت المجالات غير الأكاديمية مثل التسويق وتطبيق القانون والتدريب الطبي الإكلينيكي للدراسة بصور مكثفة. تعتمد الممارسة النقدية على مفاهيم النظرية النقدية. المستشارون الذين يستعملون مهارات الممارسة النقدية يهدفون إلى مساعدة الأشخاص على تحسين النتائج. إذ يتم تطبيق التحليل على المجموعات العاملة في مجال محدد من الخبرة ومن خلال مهارات ممارسة نقدية قابلة للتمييز، ويكون هذا عادةً على نطاق محدد من المشكلات والمواقف. ومن ثم تميل الممارسة النقدية إلى الاعتماد على ملاحظة محدودة للأشخاص ومشكلاتهم، مع تطبيق مجموعة محدودة من القيم في تلك الممارسة. [بحاجة لمصدر]
وتهدف الممارسة النقدية إلى تطوير القدرة والمهارة لرؤية ما يتجاوز المشكلات المعتادة لأي مهنة معينة، للوصول إلى آثارها السلبية غير المقصودة وأسبابها وعواقبها والقيام بذلك من خلال منظور نقدي وتقييمي.
وبالتالي، على سبيل المثال، فإن مهنة العمل الاجتماعي يمكن أن تخضع للممارسة النقدية من خلال وعي الممارسين بأن دورهم ربما يكون ملاحظًا ويمكن أن يعمل هذا الدور كوكيل للتحكم الاجتماعي، بدلاً من أن يكون دورًا متمثلاً فقط في دعم درجة من التحرير أو إتاحة الإمكانات. وفي مثل هذه الحالة فسيكون الممارس ممثلاً في كل من المراقب والخاضع للمراقبة.